# 옙 Q2
옙 Q2(Yepp Q2, YP-Q2)는 삼성전자에서 2009년 4월 15일에 출시한 포터블 미디어 플레이어이다.